# Paweł Storożyński
Paweł Storożyński (Łódź, 24 marzo 1979) è un ex cestista polacco con cittadinanza francese.
È anche noto, erroneamente, come Pavel Storozynski.